# Rete tranviaria di Casablanca
La rete tranviaria di Casablanca è parte della rete di trasporto pubblico di Casablanca, la capitale economica del Marocco. È gestita e mantenuta da RATP Dev Casablanca, una filiale di RATP Dev, sotto l'autorità di Casa Transport.
Inaugurata il 12 dicembre del 2012, è la seconda rete tranviaria del paese (dopo quella di Rabat, inaugurata nel 2011).
È composta da quattro linee per una lunghezza complessiva di 74 km, dotata di 119 stazioni e attraversa la città interamente da est ad ovest. La tranvia e il suo materiale rotabile sono stati costruiti da convogli forniti dalla Alstom.

## Storia
I lavori preparatori sono iniziati nel 2009 e la costruzione dell'infrastruttura della prima linea è iniziata nell'ottobre 2010. È stata inaugurata il 12 dicembre 2012 dal re Mohammed VI, alla presenza del primo ministro francese Jean-Marc Ayrault. Il servizio commerciale è iniziato il giorno successivo.
Una seconda linea, che collega Aïn Diab a Sidi Bernoussi su una distanza di 22,5 km, è stata inaugurata il 24 gennaio 2019.
Il 23 settembre 2024 sono entrate in servizio le linee 3 e 4 della rete, per una lunghezza totale di 26,5 km e 39 stazioni.